# Jimmy Fallon
James Thomas Fallon, kendt som Jimmy Fallon, (født 19. september 1974 i Brooklyn, New York) er en amerikansk Grammy-nomineret komiker, skuespiller og musiker.

## Karriere
Jimmy Fallon har siden den 17. februar 2014 været vært på tv-netværket NBC's The Tonight Show, der i dag sendes under titlen The Tonight Show starring Jimmy Fallon. Han er den sjette vært på programmet.
Forinden sin rolle som vært på The Tonight Show var han bedst kendt for sit arbejde på Saturday Night Live og Late Night With Jimmy Fallon, hvor han var vært fra 2009 til 2014.

## Privat
Fallon er gift med filmproduceren Nancy Juvonen. Parret fik en datter i 2013 via en surrogatmoder.

## Udvalgt filmografi
- 2006 – Factory Girl
- 2005 – Fever Pitch
- 2004 – Taxi
- 2003 – Anything Else
- 2000 – Almost Famous

## Kendisparodier
- Mark Wilson
- Carson Daly
- tidligere SNL-medlemmer: Dennis Miller (den gang Miller var sportskommentator for Monday Night Football), Chris Rock (i meget make-up, der gjorde ham uigenkendelig, Gilbert Gottfried og Adam Sandler.
- Harry Connick, Jr.
- David LaChapelle
- Howard Stern
- George Gaynes (skuespilleren der spillede Punky Brewsters livvagt i NBC sitcommen "Punky Brewster")
- Carson Kressley
- John Lennon
- Jason Alexander (Britney Spears' første mand)
- Buddy Holly
- Jared Fogle
- John Mayer
- Dave Matthews
- Keanu Reeves
- Robin Williams
- John Travolta
- Justin Timberlake
- Nick Lachey
- Steven Seagal
- Tom Cruise
- Larry King
- Michael Stipe
- Pat O'Brien
- Ryan Seacrest
- Jeff Zucker
- Sting
- Van Morrison
- Steven Tyler
- Mick Jagger (i en sketch, hvor den rigtige Mick Jagger skændes med sit eget spejlbillede i sit omklædningsrum)
- Marilyn Manson
- Osama bin Laden
- Nicholas Cage
- Ralph Nader
- Kevin Pollak
- Barry Gibb
- Jerry Seinfeld
- Jesse Camp
- French Stewart
- Hayden Christensen (i en parodi for MTV Movie Awards af Star Wars Episode III: Sith-fyrsternes hævn, hvor han spillede Anakin Skywalker)
- Hillary Swank (i Celebrity Jeopardy og i Christopher Walkens Happy Days-parodi)